# Amazonides dubium
Amazonides dubium är en fjärilsart som beskrevs av Emilio Berio 1939. Amazonides dubium ingår i släktet Amazonides och familjen nattflyn. Inga underarter finns listade i Catalogue of Life.